# 프랜시스 루이스 고등학교

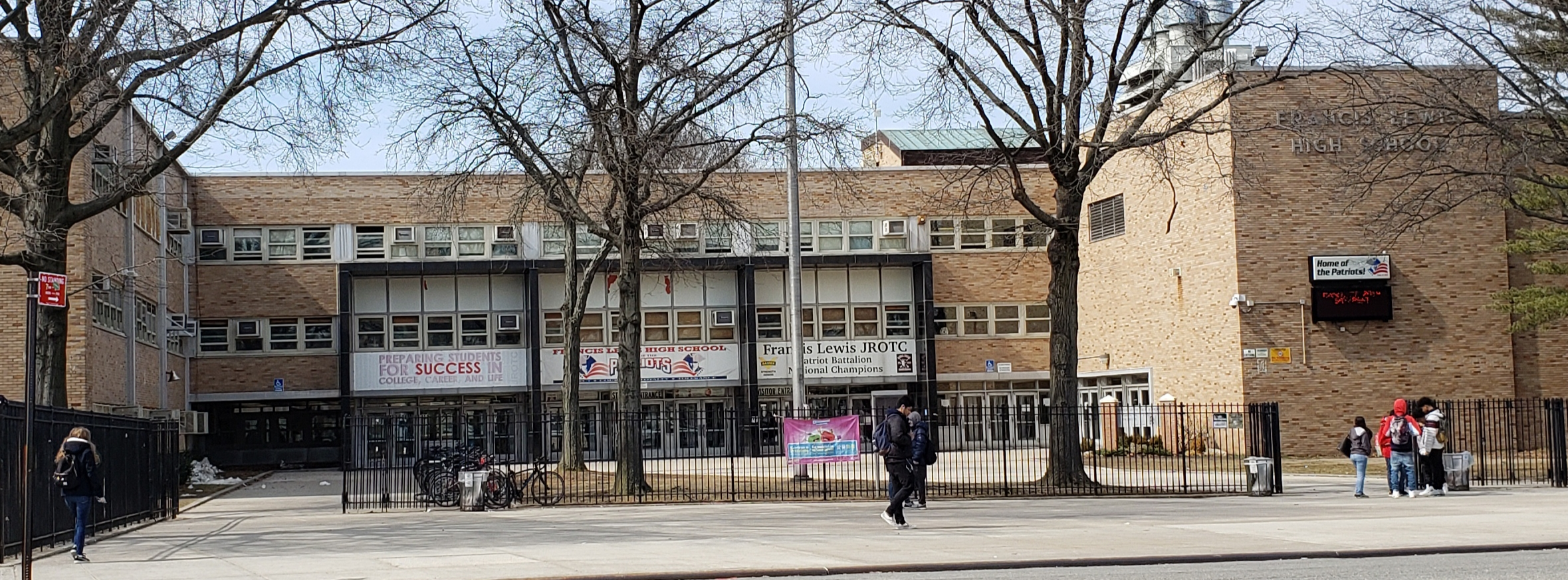

뉴욕 프랜시스 루이스 고등학교(New York Francis Lewis High School)는 미국 뉴욕주 뉴욕 시티에 있는 공립 고등학교이다.